# Château de Baranów Sandomierski
Le château de Baranów Sandomierski est un château en Pologne situé à Baranów Sandomierski de style renaissance. Surnommé le petit Wawel à cause de se ressemblance à ce dernier. Il fut construit dans les années 1591-1606 selon les plans de l'architecte Santi Gucci et fut le siège de la famille Leszczyński.

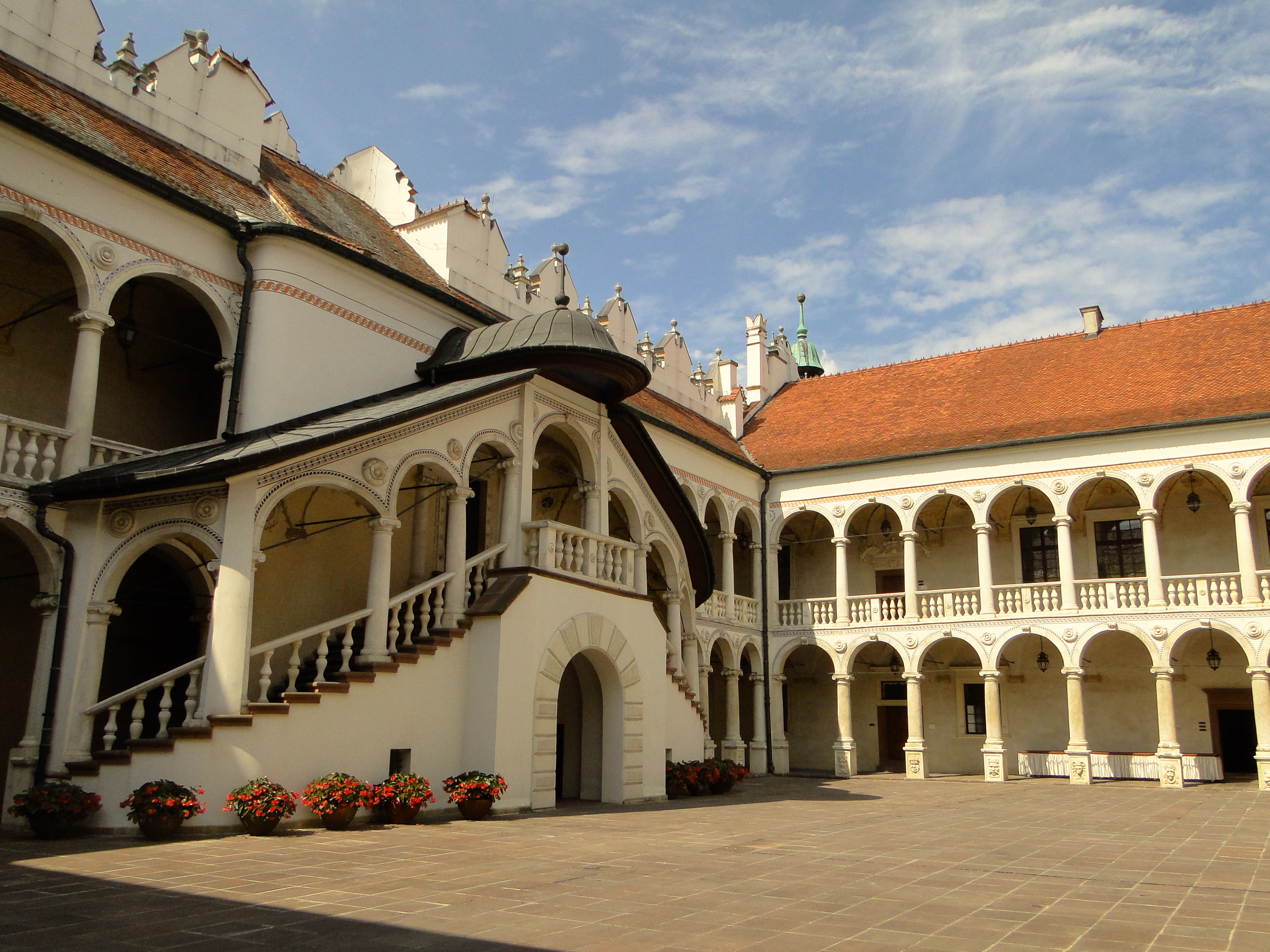
Cour du château de Baranów Sandomierski